# 100 pyetje
100 pyetje (sv. 100 frågor) är en låt framförd av den albanska sångerskan Eranda Libohova. Hon deltar med låten i Festivali i Këngës 57. Bidraget blir hennes första i tävlingen på 17 år då hon senast deltog 2001 med "Më prit". "100 pyetje" är skriven av låtskrivaren Pandi Laço med musik av Gent Myftaraj. Studioversionen av låten släpptes online 10 december 2018.